# 科特普特利
科特普特利（Kotputli），是印度拉贾斯坦邦Jaipur县的一个城镇。总人口40157（2001年）。

## 人口
该地2001年总人口40157人，其中男性21354人，女性18803人；0—6岁人口6526人，其中男3598人，女2928人；识字率67.14%，其中男性为76.66%，女性为56.34%。